# Majestic Theatre
Il Majestic Theatre è un teatro di Broadway, situato al 245 West 44th Street, nel cuore di Manhattan. Il Majestic, uno dei più grandi teatri di Broadway con 1607 posti a sedere, viene generalmente usato per la rappresentazione di musical.
Tra i celeberrimi musical che hanno debuttato in questo teatro si ricordano Carousel, South Pacific, The Wiz e, soprattutto, The Phantom of the Opera, il musical più longevo della storia di Broadway, rimasto in scena in questo teatro dal 1988 al 2023.

## Storia
Inaugurato il 28 marzo 1927 con il musical Affairs di Rufus LeMaire, il Majestic fu progettato dall'architetto Herbert J. Krapp, che disegnò tutti i teatri costruiti dalla Chanin Brothers, la più grande compagnia edilizia di New York dell'epoca.
Il teatro era parte di un complesso edilizio sulla Shubert Alley, complesso costituito dal John Golden Theatre, il Bernard B. Jacobs Theatre e il Milford Plaza Hotel (già Lincoln Hotel). Con la sua facciata in uno stile eclettico definito spagnolo moderno dai Chanin e da Krapp, con la sua sala e il palcoscenico che ha ospitato innumerevoli commedie e lavori teatrali, il Majestic è uno degli esempi più rappresentativi di Broadway, la strada dei teatri e dello spettacolo, che è diventata sinonimo del teatro americano.
Il Majestic è stato acquistato dai fratelli Shubert al tempo della grande depressione. Attualmente, appartiene e viene gestito dalla Shubert Organization. Sia l'interno che l'esterno del teatro nel 1987 sono stati designati come monumenti storici di New York.

## Produzioni principali
- 1927: The Letter
- 1931: The Student Prince
- 1933: Pardon My English
- 1936: On Your Toes
- 1941: Hellzapoppin'
- 1945: Carousel
- 1947: Call Me Mister; Allegro
- 1953: Me and Julit
- 1954: Fanny
- 1960: Camelot
- 1963: Tovarich; Jennie
- 1964: Anyone Can Whistle; A Funny Thing Happened on the Way to the Forum; Golden Boy
- 1966: Funny Girl; Breakfast at Tiffany's
- 1967: Marat/Sade; Fiddler on the Roof
- 1970: Lovely Ladies, Kind Gentlemen
- 1972: Sugar
- 1973: A Little Night Music
- 1974: Mack and Mabel
- 1975: The Wiz
- 1977: The Act
- 1978: First Monday in October; Ballroom
- 1979: I Remember Mama
- 1980: Grease
- 1988-2023: The Phantom of the Opera
- 2024: Gypsy